# Silver King Ranch
Die Silver King Ranch ist eine historisch bedeutsame Farm 60 Kilometer nordwestlich von Helena im Lewis and Clark County, Montana. 
Die Silver King Ranch wurde vom aus Vermont stammenden Owen Byrnes gegründet, der als Manager und Ingenieur in einer nahe gelegenen Goldmine arbeitete. Dieser nutzte dazu Landansprüche aus dem Homestead Act und Grundstücke, die er der Northern Pacific Railroad abgekauft hatte, und schuf daraus 1908 ein 64 Hektar großes Grundstück. Im Jahr 1913 erwarb er das angrenzende Gehöft von George Johnson, womit die Silver King Ranch komplett war. 1922 wurde Byrnes Eigentümer der Jay Gould-Mine, deren Entwicklung er vorangetrieben hatte. Byrnes war zudem für vier Amtsperioden Abgeordneter in der State Legislature Montanas.
Das Hauptgebäude, die Owen Byrnes Residence, ist ein zwei Stockwerke hohes Blockhaus und wurde 1914 errichtet. Insgesamt stehen auf dem Gelände 15 Contributing Properties, darunter ein Pferdestall, eine Schlafbaracke, ein Rübenkeller, eine Schmiede, ein Eishaus und eine Räucherei. Die jahresgenaue Datierung der meisten Gebäude steht noch aus, wahrscheinlich wurden sie alle zwischen 1895 und 1914 gebaut. Am 10. März 1992 wurde die Silver King Ranch in das National Register of Historic Places eingetragen.